# Jean-Paul Parisé
Jean-Paul Joseph-Louis Parisé (Smooth Rock Falls, 11 dicembre 1941 – Prior Lake, 7 gennaio 2015) è stato un hockeista su ghiaccio e allenatore di hockey su ghiaccio canadese.
Nel corso della carriera da giocatore e allenatore fu fortemente legato alla franchigia dei Minnesota North Stars con cui rimase per quindici anni.

## Carriera

### Club
Parisé giocò per una stagione con i Niagara Falls Flyers nella Ontario Hockey Association prima di essere messo sotto contratto dai Boston Bruins nel 1962. Nelle stagioni successive esordì fra i professionisti giocando per alcune formazioni affiliate nelle leghe minori nordamericane, come la Eastern Professional Hockey League e la Central Hockey League.
Fra il 1965 e il 1967 Parisé ebbe modo di esordire in National Hockey League disputando 21 incontri con la maglia dei Bruins. Nell'estate del 1967 in occasione dell'NHL Expansion Draft fu selezionato dagli Oakland Seals, tuttavia il giorno successivo venne ceduto ai Toronto Maple Leafs. Rimase nell'organizzazione fino al mese di dicembre quando si trasferì ai Minnesota North Stars.
Nelle otto stagioni successive Parisé emerse come uno dei giocatori più prolifici della formazione del Minnesota, meritando in due occasioni la convocazione per l'NHL All-Star Game. In totale fu autore di quasi 400 punti in 576 incontri disputati. Nel gennaio del 1975 si trasferì ai New York Islanders, formazione con cui giunse fino alle semifinali della Stanley Cup. Parisé concluse la propria carriera con i Cleveland Barons e poi ritornando ai North Stars, formazione con cui i Barons si fusero nell'estate del 1978.

### Nazionale
Nel settembre del 1972 Parisé fu scelto a sorpresa per far parte della rosa del Canada in occasione delle Summit Series. Egli gioco sei delle otto sfide nella linea composta da Jim Cashman e Phil Esposito. Passò alla ribalta durante la decisiva Gara-8 quando fu vicino ad infortunare volontariamente l'arbitro Josef Kompalla, colpevole secondo i canadesi di aver favorito durante la partita i sovietici.

### Dopo il ritiro
Un anno dopo essersi ritirato dall'attività agonistica Parisé entrò a far parte dello staff dei North Stars come vice allenatore. Ricoprì tale incarico per sette stagioni oltre ad una trascorsa in CHL come capo allenatore dei Salt Lake Golden Eagles. L'ultima esperienza fu fra il 2008 e il 2010 in USHL con i Des Moines Buccaneers.
I due figli di Parisé, Jordan e Zach, diventarono anch'essi giocatori professionisti di hockey su ghiaccio. Nel febbraio del 2014 a Jean-Paul venne diagnosticato un cancro ai polmoni in stato avanzato. Morì a 73 anni di età nel gennaio del 2015.

## Palmarès

### Nazionale
- Summit Series: 1

1972

### Individuale
- NHL All-Star Game: 2

1970, 1973
- CPHL Second All-Star Team: 1

1965-1966